# Inscripció de Xerxes
La Inscripció de Xerxes es troba a prop del llac Van, a l'est de Turquia, sobre una roca a 20 m damunt el nivell del sòl, a prop de la Fortalesa de Van. Darios I va manar tallar aquest panell en la roca, però per alguna raó desconeguda el va deixar en blanc fins que el seu fill, Xerxes I de Pèrsia, la completàs, tal com es relata en la mateixa inscripció:
| « | El rei Darios, pare meu, per la gràcia d'Ahura Mazda, va construir moltes coses bones, i ordenà gravar aquest nínxol; com que no hi feu cap inscripció, vaig manar fer-n'hi una. | » |

La inscripció de pedra està escrita d'esquerra a dreta en 27 línies, amb 3 columnes, en escriptura cuneïforme i en tres idiomes, persa antic, accadi i elamita. És una de les poques inscripcions en cuneïforme persa fora de les fronteres de l'Iran actual. Llavors, després de la caiguda d'Urartu, l'àrea de Van pertanyia a la Satrapia d'Armènia.

## Descobriment
Es va traduir per primera vegada el 1908. El lingüista Ronald Grab Kent va poder llegir-la i traduir-la. Abans que una parella iraniana de turistes en trobàs la ubicació i la fotografiàs, cap científic sabia el parador de la inscripció.

## Galeria d'imatges

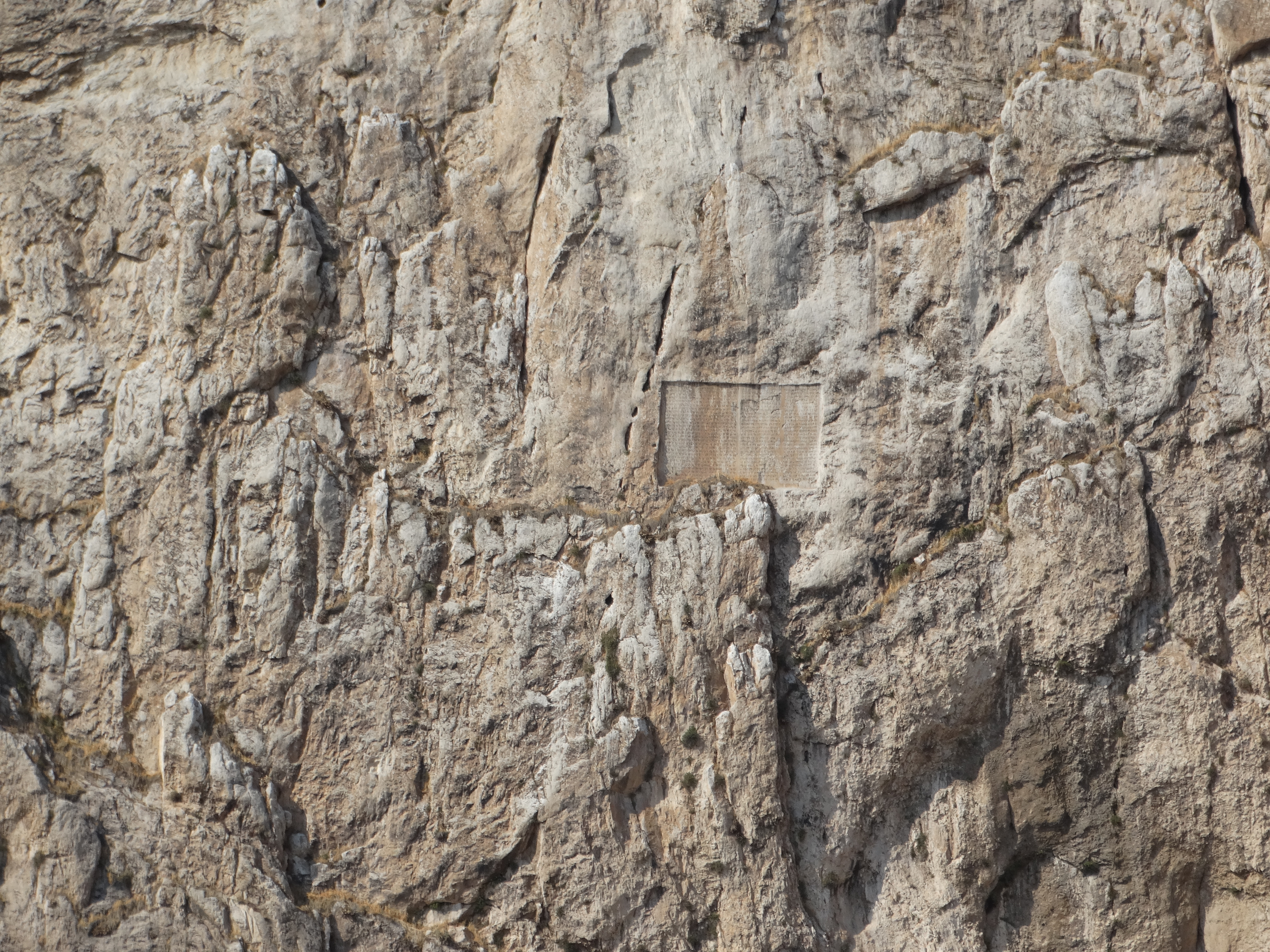
Una roca al costat de la Fortalesa de Van amb la inscripció de Xerxes.